# A Волопаса
A Волопаса (лат. A Boötis), HD 125351 — тройная звезда в созвездии Волопаса на расстоянии приблизительно 235 световых лет (около 71,9 парсеков) от Солнца. Видимая звёздная величина звезды — +4,796m. Возраст звезды определён как около 2,92 млрд лет.

## Характеристики
Первый компонент — оранжевый гигант спектрального класса K0III, или K0. Масса — около 2,791 солнечных, радиус — около 12,866 солнечных, светимость — около 76,236 солнечных. Эффективная температура — около 4697 K.
Второй компонент. Орбитальный период — около 212,1 суток.
Третий компонент — коричневый карлик. Масса — около 39,32 юпитерианских. Удалён на 2,106 а.е..